# Hippolyte Laroche
Pour les articles homonymes, voir Laroche.
Hippolyte Laroche est un haut fonctionnaire et homme politique français né le 26 janvier 1848 à Lyon (Rhône) et décédé le 14 septembre 1914 au Mans (Sarthe).
Fils d'un colonel, il entre à l'École navale. Après une carrière dans la Marine, il devient préfet de la Charente, d'Alger, de la Loire et de la Haute-Garonne, puis résident général à Madagascar du 1er décembre 1895 au 28 septembre 1896, où il impose un traité qui fait de Madagascar une colonie française. Il est député de la Sarthe de 1906 à 1914, siégeant au groupe de la Gauche radicale. Il est également président du conseil d'arrondissement.

## Distinction
- Chevalier de la Légion d'honneur (12 janvier 1892)[1]

## Hommages et postérité
Une rue porte son nom sur la commune de Chantenay-Villedieu, dans la Sarthe.

## Sources
- « Hippolyte Laroche », dans le Dictionnaire des parlementaires français (1889-1940), sous la direction de Jean Jolly, PUF, 1960 [détail de l’édition]